# Влодарчик, Шимон
Ши́мон Пётр Вло́дарчик (пол. Szymon Piotr Włodarczyk; родился 5 января 2003) — польский футболист, нападающий австрийского клуба «Штурм», выступающий на правах аренды за клуб «Салернитана».

## Клубная карьера
Воспитанник футбольной академии варшавской «Легии». 15 июля 2020 года дебютировал в Экстракласа в матче против гданьской «Лехии». 1 декабря 2021 года забил свой первый гол за «Легию» в матче Кубка Польши против люблинского «Мотора».
25 мая 2022 года в качестве свободного агента подписал трёхлетний контракт с клубом «Гурник Забже». В сезоне 2022/23 провёл за команду 30 матчей и забил 9 голов в польском чемпионате.
В июле 2023 года перешёл в австрийский клуб «Штурм», подписав четырёхлетний контракт. 22 июля 2023 года дебютировал за «Штурм» в матче Кубка Австрии против «САК Клагенфурт», отметившись в той игре хет-триком. 30 июля 2023 года дебютировал в австрийской Бундеслиге, отметившись забитым мячом в матче против «Аустрии». 

## Карьера в сборной
Выступал за сборные Польши до 15, до 16, до 17, до 19 лет и до 21 года.

## Достижения
«Легия»
- Чемпион Польши: 2019/20, 2020/21

Личные достижения
- Молодой игрок месяца в Экстракласа: октябрь 2022

## Личная жизнь
Отец Шимона — Пётр Влодарчик, экс-футболист сборной Польши.